# Ateneo de Santander
El Ateneo de Santander es una asociación cultural ubicada en la ciudad de Santander, en Cantabria (España), que inspirándose en sus tradiciones, se consagra al planteamiento y análisis científico, con independencia e imparcialidad, de aspectos relevantes de la cultura, tanto en su dimensión histórica como contemporánea y a la defensa y fomento de los valores morales y materiales de la región cántabra.

## Historia

### Inicios
El Ateneo se crea en 1914 en la capital cántabra, por iniciativa de unos cuantos intelectuales inquietos, a la cabeza de los cuales figuraba el que sería su primer presidente, Gabriel Pombo.
Los miembros alquilan el local del salón "Variedades". La sesión inaugural se celebra el 29 de julio con la asistencia del rey Alfonso XIII. La primera conferencia pública se celebra el 5 de octubre siguiente, ocupando la tribuna Gonzalo Cedrún de la Pedraja sobre el tema "El servicio militar como función pública". Alternan las conferencias con recitales poéticos y exposiciones de pintura o conciertos de música.
Si Enrique Menéndez Pelayo lee sus versos, los pintores Gerardo de Alvear, Abín y Riancho exponen sus cuadros. El 6 de enero de 1917 un incendio destruye el local del Ateneo y sus directivos han de buscar otro. Provisionalmente lo encuentra en la calle Lepanto, provisionalidad que dura cuatro años, pero que registra el afianzamiento de la sociedad y la preparación para lo que Simón Cabarga considera la edad de oro.
Catedráticos, médicos, investigadores, dictan sus lecciones y ya se aborda el tema del feminismo. En marzo de 1921, el Ateneo inaugura nuevo edificio en la calle San José, una sesión celebrada bajo el impacto emocional del asesinato de Eduardo Dato. Además de los ciclos de conferencias, conciertos, exposiciones, se imparten cursos para obreros y tienen reflejo las luchas regionalistas.

### Crisis
El final de la década hace que el Ateneo atraviese una gran crisis, a la que no fueron ajenas las diferencias políticas que dividieron a los ateneístas. Dimite Pombo y es elegido Fernando Quintanal, que intenta enderezar el rumbo.
Especial relieve tuvo la celebración del centenario de Pereda, con un certamen literario internacional. La Guerra Civil impone un paréntesis de 13 meses. Las actividades se reanudan con limitaciones de rigor. En el año 1941 el incendio que destruyó la ciudad respetó casi íntegramente la sede ateneística, aunque hubo que lamentar la destrucción parcial de un cuadro de José Gutiérrez Solana.
Aunque el fuego respetara buena parte del edificio, sin embargo, el Ateneo tuvo que buscar muy pronto nuevo emplazamiento, que encontró en un solar que el municipio cedió en la Plaza de Velarde. Hasta que el edificio fue terminado, una casa de la calle de los Escalantes sirvió como sede provisional. Estos avatares condicionan la vida intelectual del Ateneo, que atraviesa una de las peores y más lánguidas etapas de su vida.

### Segunda edad áurea
El relanzamiento llegará de la mano de Ignacio Aguilera, elegido en 1961, y con la inauguración del nuevo local. Es entonces cuando llega a su segunda edad áurea, con numerosos e importantes actos que atraen la atención de los santanderinos.

### Estancamiento y dificultades económicas

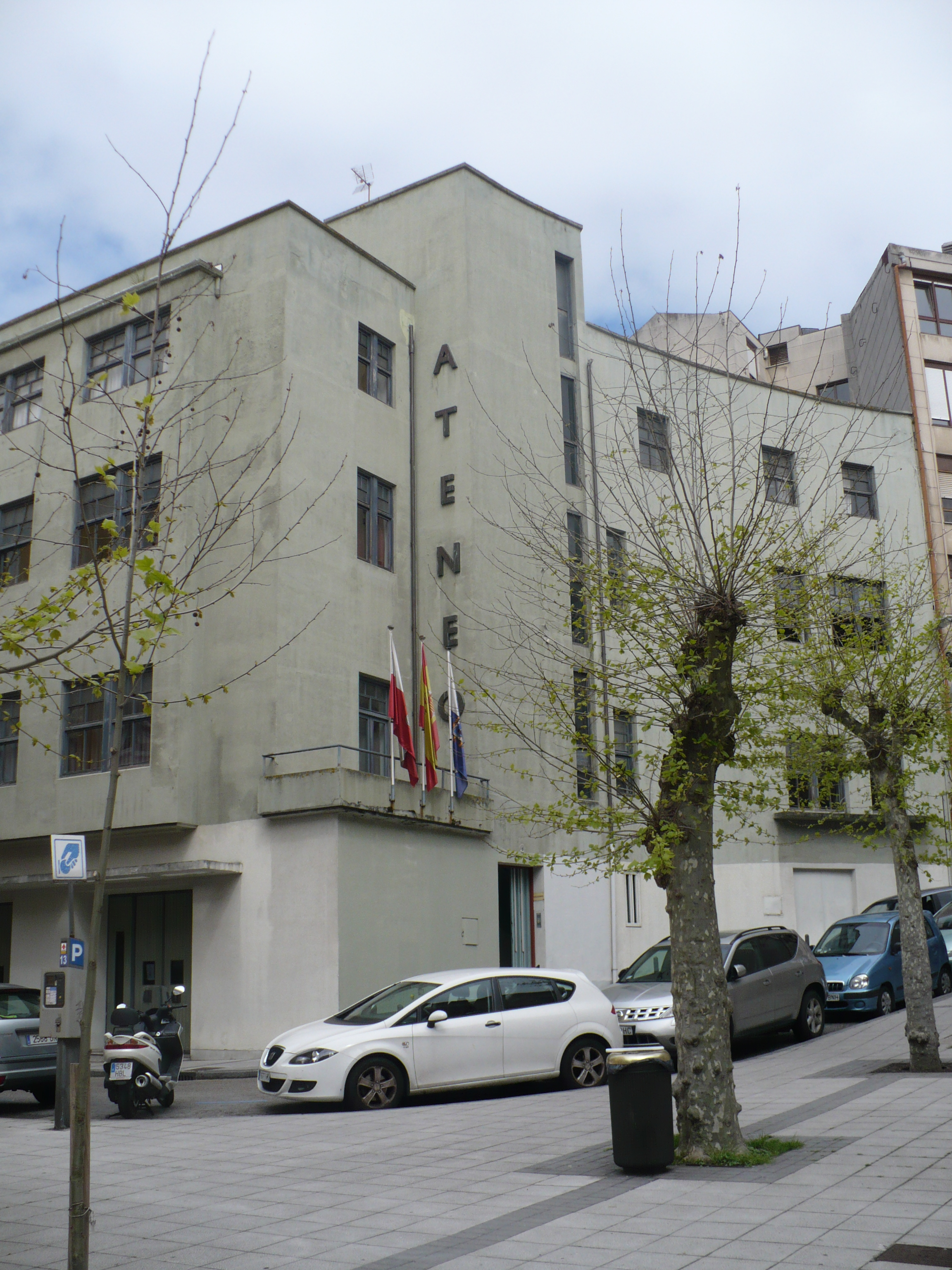
La sede del Ateneo de Santander desde 1995

En las últimas década, pese a los desvelos de sus presidentes, Manuel Pereda de la Reguera, José Ramón Martínez Hernani y Antonio Zúñiga, la sociedad atravesó entonces, durante la década de los 80, dificultades económicas, por lo que pasó por una época de poca actividad.
A partir de 1991, fecha en la que se renueva la Junta de Gobierno, presidida, desde entonces, hasta finales del año 2000, por el Doctor López Vélez, se cuenta con patrocinadores y empiezan a programarse gran cantidad de actos que reúnen a destacadas personalidades del mundo de la cultura, el arte, la ciencia, etc. En el mes de febrero de 1995 el Ateneo se traslada a una nueva sede, el edificio que había construido en 1935 el Ateneo Popular de Santander en la calle Gómez Oreña de Santander. Una construcción que había pasado por diversos destinos desde su incautación a los primeros propietarios.
Desde junio de 2001, ejerce la presidencia Mercedes García de Mendoza Ortega, que había sido vicepresidenta y miembro del equipo de gobierno durante el mandato anterior. En enero de 2013 se nombra como nuevo presidente a Manuel Ángel Castañeda, el cual perteneció durante 15 años como vicepresidente de la entidad, tras la dimisión de su antecesor Carlos Galán Loores.

### Centenario
En 2014 esta asociación cultural cumple 100 años y por ello es galardonada con la Medalla de Oro de Santander que es recogida por su presidente a manos del alcalde.